# Johan Adolf II van Saksen-Weißenfels
Johan Adolf II van Saksen-Weissenfels (Weissenfels, 4 september 1685 - Leipzig, 16 mei 1746) was de laatste hertog van Saksen-Weissenfels en Saksen-Querfurt. Hij was een Keur-Saksische generaal en later veldmaarschalk.

## Levensloop
Hij was een telg uit de Albertijnse linie van het huis Wettin, een dynastie die heerste in (hoofdzakelijk katholieke) vorstendommen van het Rooms-Duitse Rijk. Zijn hertogdom was een ministaat, ontstaan als een brokstuk van het uiteengetrokken keurvorstendom Saksen. De vader en twee oudere broers van Johan regeerden als hertog van Saksen-Weissenfels-Querfurt. Van zijn vader is bekend dat hij het muzikale talent van Georg Friedrich Händel ontdekte, toen die laatste toevallig orgel speelde.

## Saksisch maarschalk, deel 1
Johan werd generaal in het Saksisch-Poolse leger, in dienst van zijn neven, de keurvorsten van Saksen August II en August III van Polen. Hier vocht hij achtereenvolgens in de Spaanse Successieoorlog, de Grote Noordse Oorlog en de Poolse Successieoorlog. Hij overleefde de slagvelden en werd gedecoreerd in de Saksische Militaire Orde van Sint-Hendrik en de Poolse Orde van de Witte Adelaar.

## Hertog
In 1736 keerde de maarschalk terug naar de hertogelijke hoofdstad Weissenfels, omdat hij als enige nazaat de hertogelijke troon moest bestijgen. Hij vond er een lege staatskas. Van zijn bestuur is bekend dat hij het grondgebied vergrootte met een nog kleiner landje, het graafschap Barby.

## Saksisch maarschalk, deel 2
Hij trok opnieuw naar het slagveld in 1740. Ditmaal was hij bevelhebber van de Saksische troepen, als bondgenoot van aartshertogin Maria Theresia van Oostenrijk. Hij vocht er in de Eerste Silezische Oorlog en een stuk van de Tweede Silezische Oorlog. In beide oorlogen stond hij aan de kant van de verliezers. De tegenstander Pruisen won duidelijk. Nog tijdens het krijgsgewoel gaf hij zijn ontslag. Drie redenen worden voor zijn ontslag (1745) aangehaald: 
1° de gemakkelijke overwinningen van de Pruisen
2° de tegenwerkingen door de ambitieuze Saksische minister-president Heinrich von Brühl en maarschalk Rutowski
3° gezondheidsproblemen.

## Huwelijken
Hij was tweemaal gehuwd met iemand van de Ernestijnse linie van het huis Wettin:
- In 1721 huwde hij met Johanna Antoinette Juliana van Saksen-Eisenach (1698 - 1726).
- In 1736 huwde hij, als regerende hertog, met Frederika van Saksen-Gotha Altenburg (1715-1775).

De kinderen uit beide huwelijken stierven vroegtijdig.

## Einde Weissenfels
Hertog Johan stierf in 1746 in het Saksische Leipzig. Bij gebrek aan een kroonprins(es) keerden alle landjes van Saksen-Weissenfels-Querfurt-Barby terug naar het keurvorstendom Saksen, conform de gemaakte familieafspraken.